# Cal Gris (Avià)
Cal Gris és una masia del municipi d'Avià inclosa en l'Inventari del Patrimoni Arquitectònic de Catalunya.

## Descripció
Masia orientada cap a migdia que ha sofert diverses transformacions i una important ampliació a principis del segle xx. Està estructurada en planta baixa i dos pisos superiors. El parament és a base de grans carreus de pedra, ben escairats per als llocs destacats com cantonades, obertures i sense desbastar i units amb més morter, per a la resta. La coberta és a dues aigües amb teula àrab. Les obertures són de diverses mides i tipologia, però disposades de forma més o menys ordenada. L'entrada, que es troba en un dels cantons llargs, és un arc de mig punt força senzill. Al primer pis ens trobem obertures allindanades, algunes finestres i altres de més estretes, balcons. A l'últim pis, al lateral hi ha una obertura d'arc escarser i al cantó més llarg, destaca tot un seguit d'arcs escarsers, finestres que ens recorden una galeria correguda d'arcs. Al seu costat dret, al que ja sembla l'ampliació, hi ha dues obertures molt petites i quadrades. Aquest cos principal té alguna construcció annexa, un cobert fet de maó deixat a la vista i també cobert amb teula àrab. El seu entorn és voltat de jardins i palmeres.

## Història
La data de la construcció original és incerta, possiblement en algun moment del s. XVIII. El que sí que es coneix amb certesa és l'ampliació, vers 1913. Al cobert hi ha gravada la data de 1887 a una de les llindes.